# Кесаманский, Ширин-бек
Ширин-бек Кесаманский (азерб. Şirin bəy Kəsəmənli; 1887—1920) — азербайджанский военный деятель, участник Первой мировой войны, полковник армии Азербайджанской Демократической Республики.

## Биография
Ширин бек Кесаманский родился в 1887 году в семье помещика в селе Гыраг Кесаман Казахского уезда (ныне Агстафинский район Азербайджана). Общее образование получил в Тифлисском кадетском корпусе, затем поступил в Константиновское артиллерийское училище.

## Военная карьера
Первую мировую войну подпоручик Кесаманский встретил в составе 156-го Елизаветпольского пехотного полка 39-й пехотной дивизии в Сарыкамыше. За боевые заслуги был награждён орденом «Св. Станислава» 3-й степени.
В начале мая 1916 года был ранен, в связи с чем был направлен на лечение в Тифлис. Здесь он женился на художнице и общественной деятельнице Кейсар ханум Кашиевой, у них родилась дочь Лея.
Принимал активное участие в формировании вооруженных сил Азербайджанской Республики. Служил под командованием генерал-лейтенанта Али Ага Шихлинского в Азербайджанском корпусе, в должности помощника командира 2-го конного Карабахского полка.
С 1918 по апрель 1919 года Ширин бек Кесаманский служил в должности начальника Школы прапорщиков. Затем командовал 2-м пехотным Бакинским полком. 9 апреля 1919 года приказом правительства за отличие по службе был произведён в полковники. С июля того же года командовал 4-м пехотным Кубинским полком, а затем был назначен начальником Хачмазского отряда. Служба полковника Кесаманского в вооруженных силах АДР завершилась в должности помощника (заместителя) командира 2-й пехотной дивизии.

## Кончина
В конце 1919 года Кесаманский тяжело заболел малярией и был направлен на лечение в Тифлис. 10 января 1920 года в приказе по Военному Ведомству № 17 временно исполняющий обязанности военного министра генерал от артиллерии Шихлинский сообщил, что 4 января после тяжелой болезни в Тифлисе скончался помощник командира 2-й пехотной дивизии полковник Ширин-бек Кесаманский. В приказе были высоко оценены заслуги покойного перед вооружёнными силами независимого Азербайджана. Было приказано «все расходы по погребению усопшего принять на счёт казны».
В Гяндже со всеми почестями прошла траурная церемония. Ширин-бек Кесаманский был похоронен на кладбище родного села.